# ジュニアス・ストリート駅
ジュニアス・ストリート駅 (Junius Street) はニューヨーク市地下鉄IRTニューロッツ線の駅である。ブルックリン区ブラウンズビルのジュニアス・ストリートとリヴォニア・アベニューの交差点に位置し、2系統がラッシュ時混雑方向のみ、3系統が深夜を除く終日、4系統がラッシュ時混雑方向および深夜帯のみ、5系統が朝ラッシュ時に北行のみ停車する。
なお、駅名になっているジュニアス・ストリートへの出入口は一切ない。

## 歴史
駅は1920年11月22日のニューロッツ線最初の開業区間であるIRTイースタン・パークウェイ線クラウン・ハイツ-ユーティカ・アベニュー駅 - 当駅間の開業と共に開業した。
2016年10月5日から2017年6月19日にかけて駅は改装工事を行った。

## 駅構造
| P ホーム階 | 相対式ホーム、右側扉が開く | 相対式ホーム、右側扉が開く |
| P ホーム階 | 北行線                     | ← 夕ラッシュ時：ウェイクフィールド-241丁目駅行き（ロッカウェイ・アベニュー駅） ← 深夜帯以外：ハーレム-148丁目駅行き（ロッカウェイ・アベニュー駅） ← 深夜・ラッシュ時：ウッドローン駅行き（ロッカウェイ・アベニュー駅） ← 朝ラッシュ時：ダイアー・アベニュー駅、ネレイド・アベニュー駅行き（ロッカウェイ・アベニュー駅） |
| P ホーム階 | 中央線                     | → 非電化（営業列車入線不可） |
| P ホーム階 | 南行線                     | → 朝ラッシュ時：ニューロッツ・アベニュー駅行き（ペンシルベニア・アベニュー駅）→ 深夜帯以外：ニューロッツ・アベニュー駅行き（ペンシルベニア・アベニュー駅）→ 深夜・ラッシュ時：ニューロッツ・アベニュー駅行き（ペンシルベニア・アベニュー駅）→                                                                           |
| P ホーム階 | 相対式ホーム、右側扉が開く | |
| M          | 改札階                     | 改札口、駅員詰所、メトロカード自動券売機 |
| G          | 地上階                     | 出入口 |

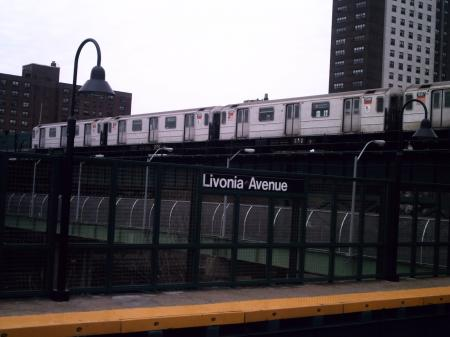
ジュニアス・ストリート駅を出てBMTカナーシー線リヴォニア・アベニュー駅の上を通過するR62形による3系統ニューロッツ・アベニュー駅行き

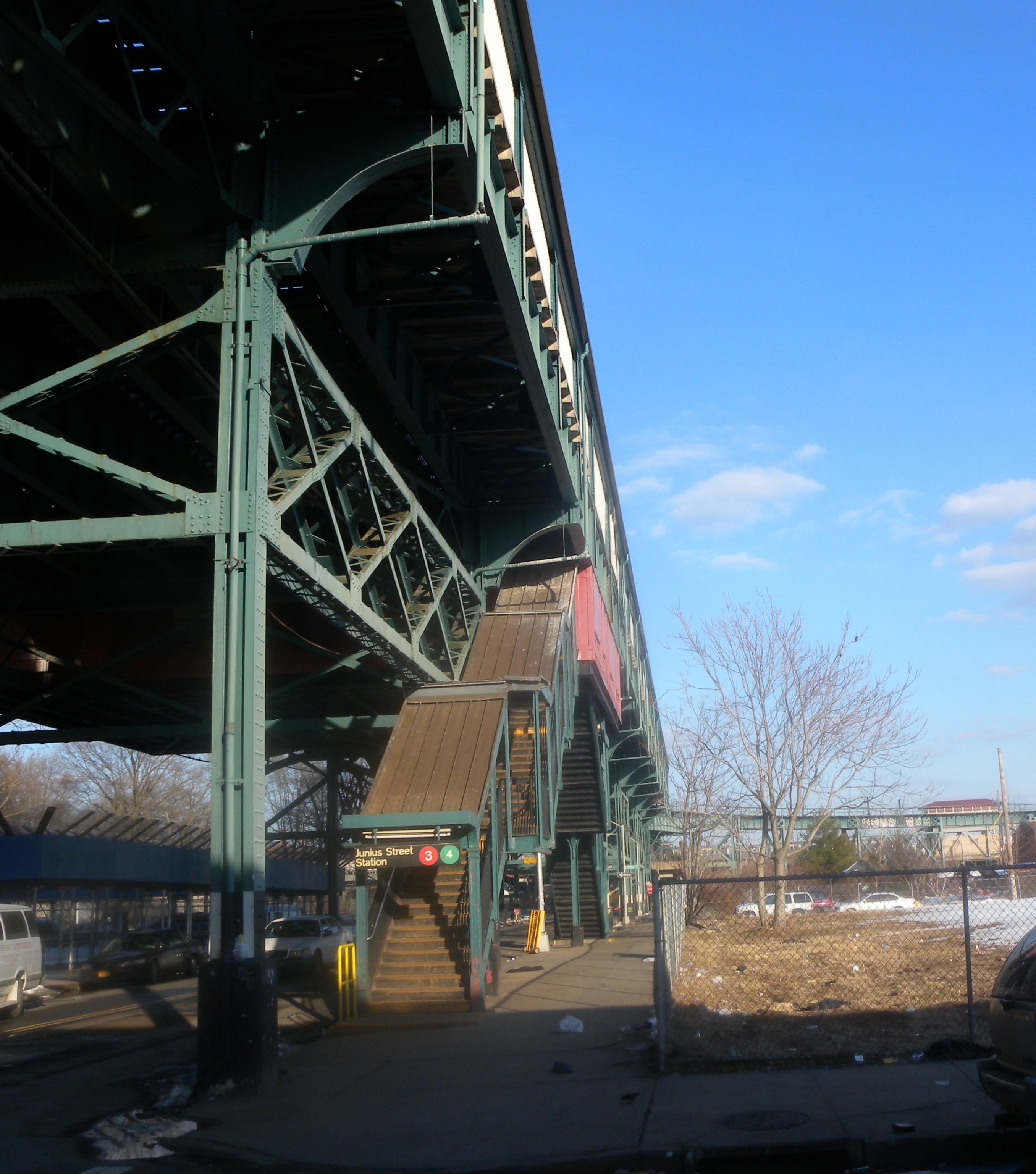
駅への入口

相対式ホーム2面3線の高架駅で、南北線間の線路は非電化となっている。このため当駅はニューヨーク市地下鉄内で唯一駅構内に列車の入線がある非電化線路のある駅となっている。この線路はディーゼルカーなどの電気を使用しない車両のみ走行することができる。中央線路は駅西側で南北線から分岐し構内を抜け、駅東側で南行線と平面交差して南へ向かいBMTカナーシー線リヴォニア・アベニュー駅南側からの分岐線と合流しリンデン工場へと入る。
この駅は西側でBMTカナーシー線の線路を越えるためニューロッツ線内で最も高い位置にホームのある駅となっている。また、駅からはニューロッツ線に沿って歩道橋が掛かっておりカナーシー線リヴォニア・アベニュー駅に繋がっている。この通路を介しての無料乗換はできないが、乗客数の増加と駅付近の住宅地開発のためこの2駅間を無料で乗り継げるようにする計画がある。この計画を行うためMTA 2015-2019 キャピタル・プログラムから資金が割り当てられた。また、無料乗換を可能にすると同時にADAに準拠するためエレベーターを設置する予定である。また、2019年4月に始まるカナーシー線14丁目トンネルの改築中に、両駅間でメトロカード利用者のみ無料乗換を可能とする予定である。

### 出入口
各ホーム中央から2つの階段が改札階へ接続しており、改札口には回転式改札機ときっぷ売り場、リヴォニア・アベニューとザックマン・ストリートの交差点南東への階段とリヴォニア・アベニューとパウエル・ストリートの交差点南西への階段がそれぞれ1つずつある。

## 映画
2009年に公開されたアントワーン・フークア監督のアメリカ映画『クロッシング』ではメインキャラの1人、イーサン・ホークが男を当駅の階段まで追いかけるシーンがある。
1992年公開の映画『Just Another Girl on the IRT』ではメインキャラクターが当駅の階段を上がりホームに入るシーンがある。